# Suðurland

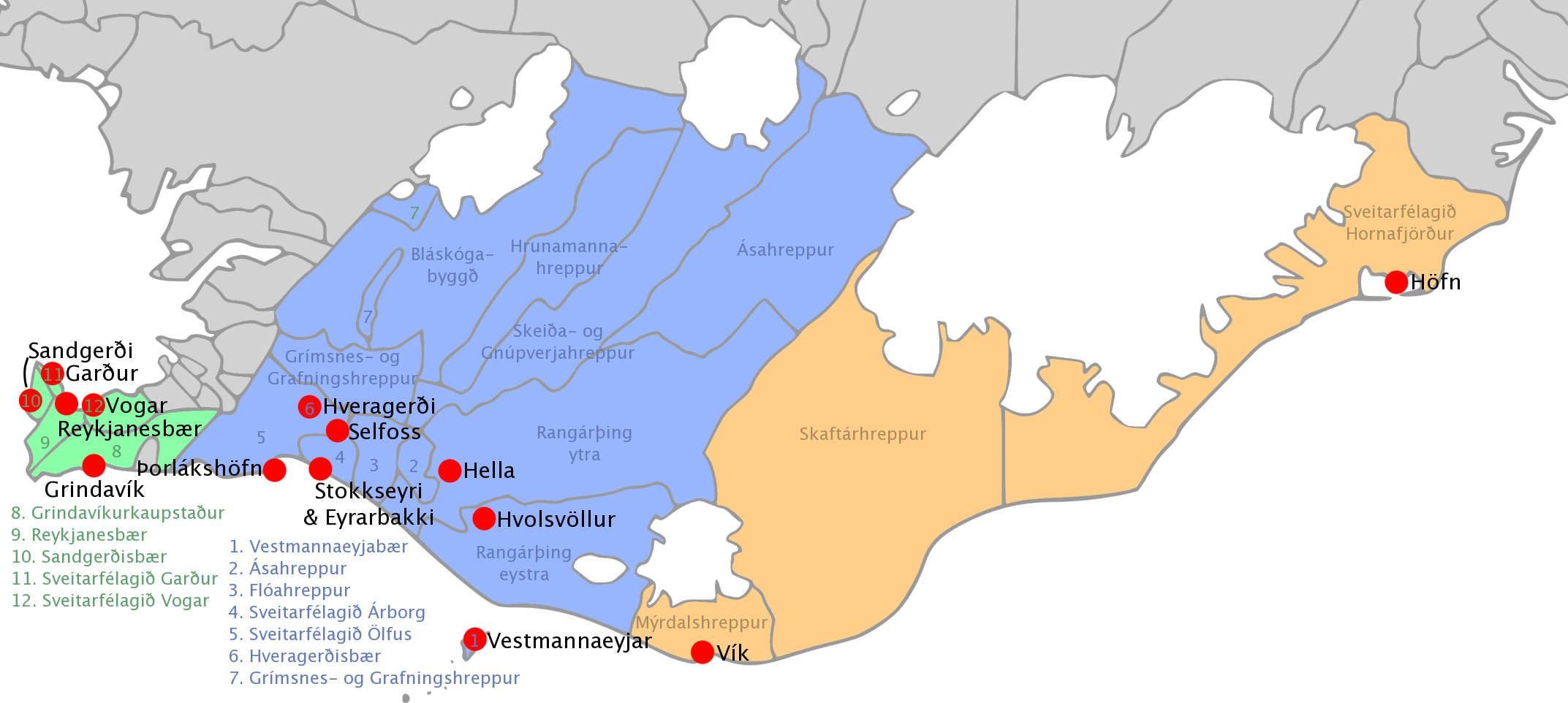
I distretti elettorali della regione.

Il Suðurland (Terra del Sud) è una delle otto regioni islandesi ed è situata nella zona meridionale dell'isola.
La città principale è Selfoss che ha una popolazione di 6 000 abitanti.

## Geografia fisica
L'entroterra è caratterizzato dalla presenza di numerosi ghiacciai e vulcani come l'Hekla e il Katla; parte del territorio comprende le zone degli Altopiani d'Islanda. Le valli sono ricche di fiumi di origine glaciale e cascate meravigliose.
Il clima non è dei migliori: l'entroterra è caratterizzato da una temperatura molto rigida, mentre le zone costiere risentono di un clima di tipo oceanico ricco di piogge.

## Economia
Le regioni meridionali sono le più sviluppate e popolose dell'Islanda. Il Suðurland è collegato con il resto del Paese tramite la Hringvegur, la strada ad anello che fa il giro dell'isola, e tramite numerose altre strade statali e locali. Il suo servizio di trasporti pubblici consente di raggiungere la capitale Reykjavík con estrema facilità.

## Comuni
- Árborg: (7.280)
- Ásahreppur: (158)
- Bláskógabyggð: (921)
- Flói: (551)
- Grímsnes og Grafningur: (375)
- Hrunamannahreppur: (786)
- Hveragerði: (2.189)
- Mýrdalur: (496)
- Ölfus: (1.854)
- Rangárþing eystra: (1.654)
- Rangárþing ytra: (1.526)
- Skaftárhreppur: (485)
- Skeiða- og Gnúpverjahreppur: (527)
- Vestmannaeyjar: (4.075)